# برنامه وفاداری
برنامهٔ وفاداری مشتریان، روشی در بازاریابی هست که موجب ارتقاء شخصیت حقیقی و اعتباری مشتری می‌شود و در نهایت به تکرار خرید مشتری منتهی می‌شود. برنامه وفاداری مشتریان سالهاست که به یکی از روش‌های ثابت و پرکاربرد جهت افزایش دفعات مراجعه خریدار به محل خرید تبدیل شده و از همین رو بسیاری از مراکز فروش کالا به استفاده از آن روی آورده‌اند.

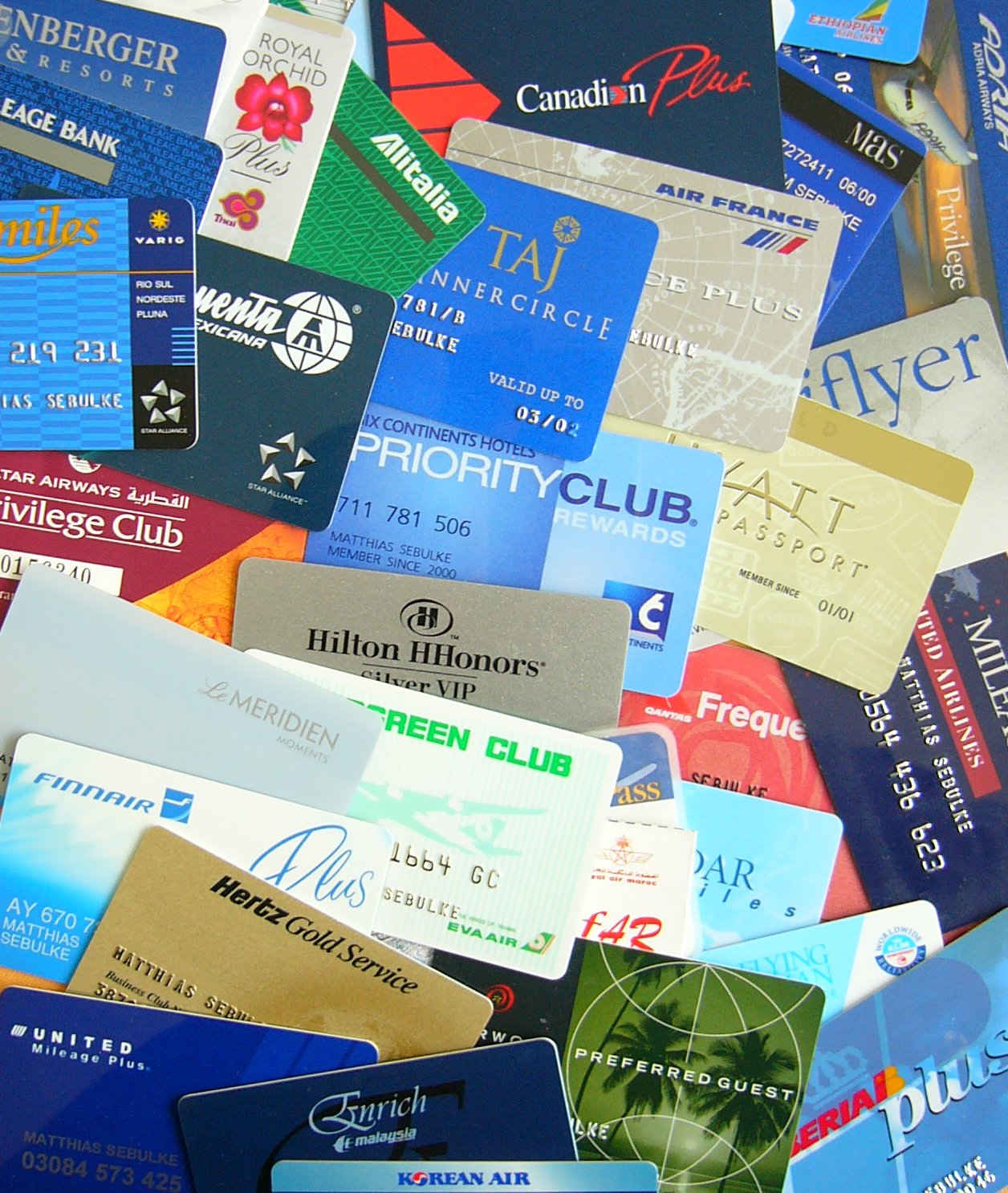
کارتهای مورد استفاده در برنامه وفاداری

## تعریف
وفاداری واژه‌ای مثبت است. وفاداری، اصولاً دو طرفه و مبتنی بر همکاری است. در بیشتر موارد وفاداری به مردم، شرکت‌ها، و محصولات نسبت داده می‌شود. ولی وقتی که وفاداری در رابطه با مشتری مطرح می‌شود، تعریف سنتی، معتبر نیست. تئوری وفاداری مشتری، در ادبیات فروش و بازاریابی نسبتاً جدید است.
می‌توان مفهوم وفاداری مشتری را به این شکل تعریف کرد :“ایجاد تعهدی عمیق برای خرید مجدد یا انتخاب مجدد محصول یا خدمات، به‌طور مستمر در آینده، به رغم اینکه تأثیرات موقعیتی و تلاشهای بازاریابی رقبا، به صورت بالقوه نتواند باعث تغییر در رفتار مشتری شود. “
اما این تعریف ممکن است محدود باشد. در واقع تعهد مشتری نتیجه این است که یک سازمان مزایایی را برای مشتریان ایجاد کند به طوری که آنها افزایش خرید از آن سازمان را ترجیح دهند. تعهد واقعی مشتری زمانی ایجاد می‌شود که مشتری بدون هیچ گونه تشویقی خودش برای انجام خرید برانگیخته شود.
در ۱۰ سال گذشته به‌طور قابل ملاحظه‌ای توجه به وفاداری مشتری، افزایش یافته‌است و امروزه وفاداری مشتری به عنوان دستورالعملی برای افزایش درآمد مطرح است. اما این شاید قدم اول در تکامل مشتری مداری محسوب می‌شود. وفاداری را می‌توان به دست آورد، اما سازمان باید روی این مسئله پیوسته و مستمر فعالیت کند، اما ایجاد وفاداری برای همه مشتریان با راهی ثابت و یکسان قابل حصول نیست. نتیجه اینکه باید ابتدا در مورد مشتریان اطلاعات داشت تا بتوان بر اساس نیازهای آنها وفاداری شان برانگیخت.

## روش کار
روش کار بر اساس دادن امتیاز بر اساس میزان استفاده از خدمات بود. به‌طور مثال در خطوط هواپیمایی بر اساس مسافت پروازی (که البته مرتبط با دلار پرداختی هم هست!) به مسافران امتیاز می‌دهند. مسافران با جمع‌آوری این امتیازات می‌توانند بعداً از خدمات رایگان یا هدایای رایگان بهرمند شوند. بعداً علاوه بر خدمات و هدایای رایگان، مزایای متمایز با سایرین هم به این روش اضافه شد.
اصولاً باید اجرای برنامه وفاداری در هر صنف متفاوت تعریف شود و نمی‌توان برای تمام مجموعه‌ها یکسان عمل کرد ولی باید توجه داشت که اصول اولیه آن مشابه‌است و فقط در ظاهر و خدمات متمایز خواهد بود. اصولاً در این برنامه، مشتری به هر فرد/گروهی گفته می‌شود که از خدمات ما استفاده می‌کند. در خطوط هواپیمایی به مسافران، در آموزشگاه‌ها به دانش آموزان، در مراکز پزشکی به بیماران، در مراکز عام‌المنفعه به خیرین و… مشتری اطلاق می‌شود؛ بنابراین با این دید می‌توان گفت که همه اصناف دارای مشتری هستند که می‌توانند برای وفاداری سازی آنها به مجموعه خودشان از همین روش استفاده کنند. در هر صنفی به مشتریان بر اساس معیاری که خود تعیین می‌کنند امتیاز می‌دهند. به‌طور مثال در مراکز تجاری می‌توان بر اساس مبلغ خرید امتیاز داد، ولی باید توجه داشت مثلاً در دندانپزشکی نباید معیار را پرداخت پول قرار داد، در دندانپزشکی می‌توان رسیدگی دوره‌ای به دندانها یا انجام خدمات جرم‌گیری و… را معیار امتیاز دادن قرارداد؛ مثلاً در خطوط هواپیمایی بجای دادن امتیاز بر اساس پرداخت پول، به مسافت پروازی امتیاز می‌دهند. این مطلب بسیار حائز اهمیت است زیرا مشتریان به این نکته توجه می‌کنند و در نزد مشتریان بسیار مهم خواهد بود. اساساً پس از دریافت امتیاز باید توسط جداولی امتیازات را به مبالغ معادل پولی یا کالایی تبدیل نمود. این جدول از قبل طراحی شده و بسیار حیاتی و مهم هستند. این جدول که به جدول وفاداری (Loyalty table) معروف است، باید از ابتدا برای مشتریان مشخص باشد تا برای آنها انگیزه ایجاد کند. جدول لویالتی باید به حالت پویا باشد و بسته به فصل فروش/خدمات (Low season, High season) تغییر کند. این کار همیشه در موفقیت برنامه وفاداری مؤثر است. همراه اجرای برنامه وفاداری باید راهنمای مناسبی نیز در اختیار مشتریان قرار داد که بتواند موفقیت برنامه را تضمین نماید. این دفترچه‌های راهنما هرچه ساده‌تر و کوتاهتر طراحی شوند موفق آمیزتر خواهند بود. برنامه وفاداری معمولاً توسط نرم‌افزارها و سخت‌افزارهایی مدیریت می‌شود که توانایی ثبت اطلاعات مشتری و همچنین ثبت رفتار خرید مشتریان را دارند. از آنجائیکه مشتری باید از آن پس، شناسایی نیز شود، معمولاً از ابزارهای شناسائی مانند کارت برای اجرای برنامه وفاداری استفاده می‌شود. این کارتها که به کارتهای بنس (Bonus) نیز معروفند در ابتدا به صورت مقوایی بودند و حاوی جداولی بودند که فروشنده کالا/خدمات می‌توانست بر روی آنها علامت گذاری نماید و پس از پر شدن این جدول، مشتری از خدمات ویژه یا کالای مشخصی بهره‌مند می‌شد. بعداً در خطوط هواپیمایی از کارتهای مغناطیسی و هوشمند (مشابه سیستم‌های اعتباری/بانکی) برای شناسایی مشتری و ثبت رفتار خرید مشتریان استفاده کردند که هنوز هم از این روش به عنوان یکی از ابزارهای موفق استفاده می‌شود. اخیراً نیز از شماره موبایل مشتری به عنوان ابزار شناسایی مشتری استفاده می‌شود ولی این سیستم بعضی اوقات دچار مشکلاتی خواهد بود که مجریان را بر آن داشته که هنوز استفاده از کارتهای مغناطیسی/هوشمند به عنوان بهترین ابزار، استفاده کنند.
برنامه وفاداری یکی از اجزا لاینفک مدیریت ارتباط مشتری (Customer Relationship Management) جدید محسوب می‌شود. اصولاً از برنامه وفاداری می‌توان برای جمع‌آوری صحیح اطلاعات مشتریان و رفتار خرید آنها در مدیریت ارتباط مشتری بهره برد. ضعفی که اکثر سیستمهای مدیریت ارتباط مشتریان دارند تفکیک آن از سیستم‌هایی نظیر فروش است. البته باید توجه داشت «برنامه وفاداری» هرگز به عنوان تمام بخش «مدیریت ارتباط مشتری» طرح نمی‌شود بلکه جزئی از آن محسوب خواهد بود: مبادی ورودی سیستم.
معمولاً به کارتهایی که به مشتریان داده می‌شود هرگز کارت وفاداری اطلاق نمی‌شود چون که از دید مشتریان ممکن است چنین نامی زیاد خوشایند نباشد؛ بنابراین از نامهای جایگزین نظیر «کارت عضویت»، «کارت امتیاز»، «کارت اعتباری»، «کارت باشگاه مشتریان» و… استفاده می‌شود. معمولاً پایه ایجاد باشگاه مشتریان بر مبنای رفتار برنامه وفاداری خواهد بود. چون ایجاد باشگاه مشتریان اساساً برای ایجاد تمایز نزد مشتریان وفادار هست.

## انواع مدل‌های برنامه وفاداری مشتری
ساده‌ترین و رایج‌ترین برنامه‌های وفادارسازی مشتریان از سیستم امتیازدهی پیروی می‌کنند. مشتریان به ازای هر خریدی که انجام می‌دهند امتیازی دریافت می‌کنند که بعدها می‌توانند از این امتیاز‌ها برای تخفیف بیشتر، دریافت محصول رایگان، خدمتی ویژه مثل ارسال رایگان، قرع‌کشی و … استفاده کنند. دیگر انواع برنامه وفاداری مشتری شامل برنامه‌های وفاداری مبتنی بر سطح، برنامه‌های مبتنی بر هزینه، برنامه‌های عضویتی، برنامه‌های مشارکتی و برنامه‌های وفاداری ارجاع می‌باشد.

## برنامه وفاداری در ایران
در ایران هم بسیاری از شرکتهای معتبر برای مشتریان خود از همین روش استفاده می‌کنند.
اساس همه آنها اهدای کارت به مشتریان و ثبت امتیاز و استفاده مجدد آنها از امتیازات ثبت شده در خریدهای بعدی است.
معمولاً در اجرای برنامه وفاداری به تمامی مشتریان فقط به دلیل خرید از آن برند تجاری، کارت فوق اهدا نمی‌شود. چون همانگونه که ثابت شده‌است بهتر است کسانی را درگیر چنین برنامه‌ای نماییم که با چگونگی عملکرد آن آشنا باشد چراکه مشتریانی که با عملکرد چنین سیستمهایی آشنا نیستند کمتر به آن پاسخ مناسب می‌دهند. برای همین، مجموعه‌ها سقف خرید یا درخواست مشتری برای عضویت در چنین سیستمی را ملاک قرار می‌دهند تا بتوانند افراد موثرتری را درگیر چنین برنامه‌ای نمایند و سود بهتری کسب نمایند. نامی که در خیلی از موارد به این گردآوری گفته می‌شود، باشگاه مشتریان است. عبارتی که برای مشتری هم جذاب است در ایران برای بومی سازی چنین عملکردی در برخی موارد از چنین سیستم‌هایی در کنار تخفیف نیز استفاده می‌نمایند ولی نباید فراموش کنیم که اصل اجرای چنین عملکردی در جهت حذف تخفیف و دادن امتیاز/اعتبار استوار است و باید گام به گام به سوی آن پیش رفت. کاری که ممکن است در ایران دشوار به نظر برسد ولی به نظر نویسنده این کار با فرهنگ سازی به مرور میسر خواهد بود.
در برخی موارد استفاده از ترفندهای دیگری برای وفادار سازی مشتریان استفاده می‌شود که اساس آن نیز مشابه عملکرد بالا خواهد بود؛ مثلاً به جای کارتهای امتیازی از کارتهای اعتباری استفاده می‌شود و بدین صورت استفاده می‌شود که استفاده‌کنندگان می‌توانند وجوه خود را از پیش پرداخت نمایند و پس از آن مثلاً با ۱۰ درصد اضافه شارژ استفاده نمایند. به‌طور مثال ۱۰۰ هزار تومان پرداخت می‌کنند و می‌توانند ۱۱۰ هزار تومان خرید کنند. در این حالت نیز مشتری از توان خرید بیشتری برخوردار خواهد بود ولی پول کالا یا خدمات خود را از قبل پرداخت کرده‌است. به این روش کارتهای پیش پرداخت با ارزش افزوده نیز گفته می‌شود که می‌تواند به نفع فروش باشد. این عملکرد دقیقاً مشابه کارتهای هدیه رایجی است که در فروشگاه‌ها داده می‌شود.
اعتباری که منشأ آن وجوه پیش پرداخت است. البته در بسیاری موارد نیز اجازه می‌دهند دارندگان چنین کارتهایی ابتدا خرید نمایند و سپس در پایان ماه وجوه آن را تأمین نمایند. در اینجاست که کارت اعتباری نیز می‌تواند به فروش بیشتر بینجامد و مشتریان دارای چنین شرایطی را بیش از پیش به هر مجموعه‌ای وفادار سازد.